# 閃乱忍忍忍者大戦ネプテューヌ -少女達の響艶-
『閃乱忍忍忍者大戦ネプテューヌ -少女達の響艶-』（せんらんにんにんにんじゃたいせんネプテューヌ しょうじょたちのきょうえん、英：Neptunia SENRANKAGURA Ninja Wars）は、コンパイルハートより2021年9月16日に発売されたPlayStation 4用ゲームソフト。2022年3月17日にNintendo Switch版が発売された。

## 概要
本作は『ネプテューヌシリーズ』と『閃乱カグラシリーズ』とのコラボレーション作品。開発当初の仮名称は『幻影夢e忍者ネプテューヌ（げいむイーにんじゃネプテューヌ）』。

## ストーリー
あらゆる忍者が集い、戦いに明け暮れていた「幻影夢忍界（げいむにんかい）」。
その中でも「波戸ノ国（はとのくに）」が有する「魂波流（こんぱりゅう）」、「磨愛辺国（まあべこく）」が有する「刃仁破流（はにぱりゅう）」が世界を二分するほどの力を持っていたが、突然「スチーム・レギオン」を名乗る勢力とその首領「ヨウ＝ゲイマ」が幻影夢忍界全土に対して宣戦布告してきた。その大乱は「覇亜茶流（ばあちゃりゅう）」を有する小規模国家「武威ノ国（ぶいのくに）」をも巻き込んでいくのであった。

## 登場人物
「声」は担当声優を指す。

### 波戸ノ国・魂波流
本作では今までとは異なり、プレイアブルは秘術「変身命令（ヘンシンコマンド）」による変身後状態で進み、変身前は会話パートのみ登場。
ネプテューヌ / パープルハート
声 - 田中理恵

ノワール / ブラックハート
声 - 今井麻美

ブラン / ホワイトハート
声 - 阿澄佳奈

ベール / グリーンハート
声 - 佐藤利奈

アイエフ
声 - 植田佳奈

コンパ
声 - さかいかな

イストワール
声 - かないみか

ネプギア、ユニ、ロム、ラム、デンゲキコ、ファミ通、タムソフト、いるはーと
忍ピクのメッセージのみの登場で本編に一切関わってこない。

### 磨愛辺国・刃仁破流
飛鳥（あすか）
声 - 原田ひとみ

焔（ほむら）
声 - 喜多村英梨

雪泉（ゆみ）
声 - 原由実

雅緋（みやび）
声 - 平田宏美

### 武威ノ国・覇亜茶流
ユウキ
声 - 伊藤美来

あある姫
声 - 木野日菜

### スチーム・レギオン
ヨウ＝ゲイマ
声 - 斎藤千和

テツコ
声 - 和氣あず未

妖壺太夫（ようつぼだゆう）
声 - 小島英樹

アフィモウジャス
声 - 上別府仁資

ステマックス
声 - 会一太郎

### その他の人物
鴉のゴウ
声 - 行成とあ
『忍道 戒』からのゲストキャラクターだが、女性になっている。
悪鬼ファントマキア
声 - ながえゆあ
本作の最終ボス。

## 主題歌
オープニングテーマ「歌え踊れ、乙女は強し。」
作詞 - Cocoro、佐藤厚仁 / 作曲・編曲 - 佐藤厚仁 / 歌 - 亜咲花
エンディングテーマ「SING・LA・BANG・SHOW!」
作詞 - 雨野どんぐり / 作曲 - 徐賢眞 / 編曲 - 久下真音 / 歌 - イケてるハーツ
挿入歌「乳桃瞑想音頭」
作詞・作曲 - あんづ / 編曲 - 宮原康平 / 歌 - パープルハート（cv.田中理恵）、飛鳥（cv.原田ひとみ）、ユウキ（cv.伊藤美来）

## スタッフ
- キャラクターデザイン
  - ネプテューヌサイド - つなこ
  - 閃乱カグラサイド - 八重樫南
  - アフィモウジャス、ステマックスデザイン - ToMo
  - 本作オリジナル - 烏丸瓜